# 王智 (景泰進士)
王智（1417年—1476年），字迁鑑，四川瀘州人，民籍，治《書經》，年三十五歲中式景泰二年辛未科第三甲第九十五名進士。正月十二日生，行五。由國子生中式四川鄉試第二十八名舉人，會試中式第十一名。

## 家族
曾祖王國才；祖王興祖；父王昭 ；母汪氏。具慶下，妻黃氏，繼妻張氏；兄俊；仁；義；禮，弟聰；恭。